# Hypofýza

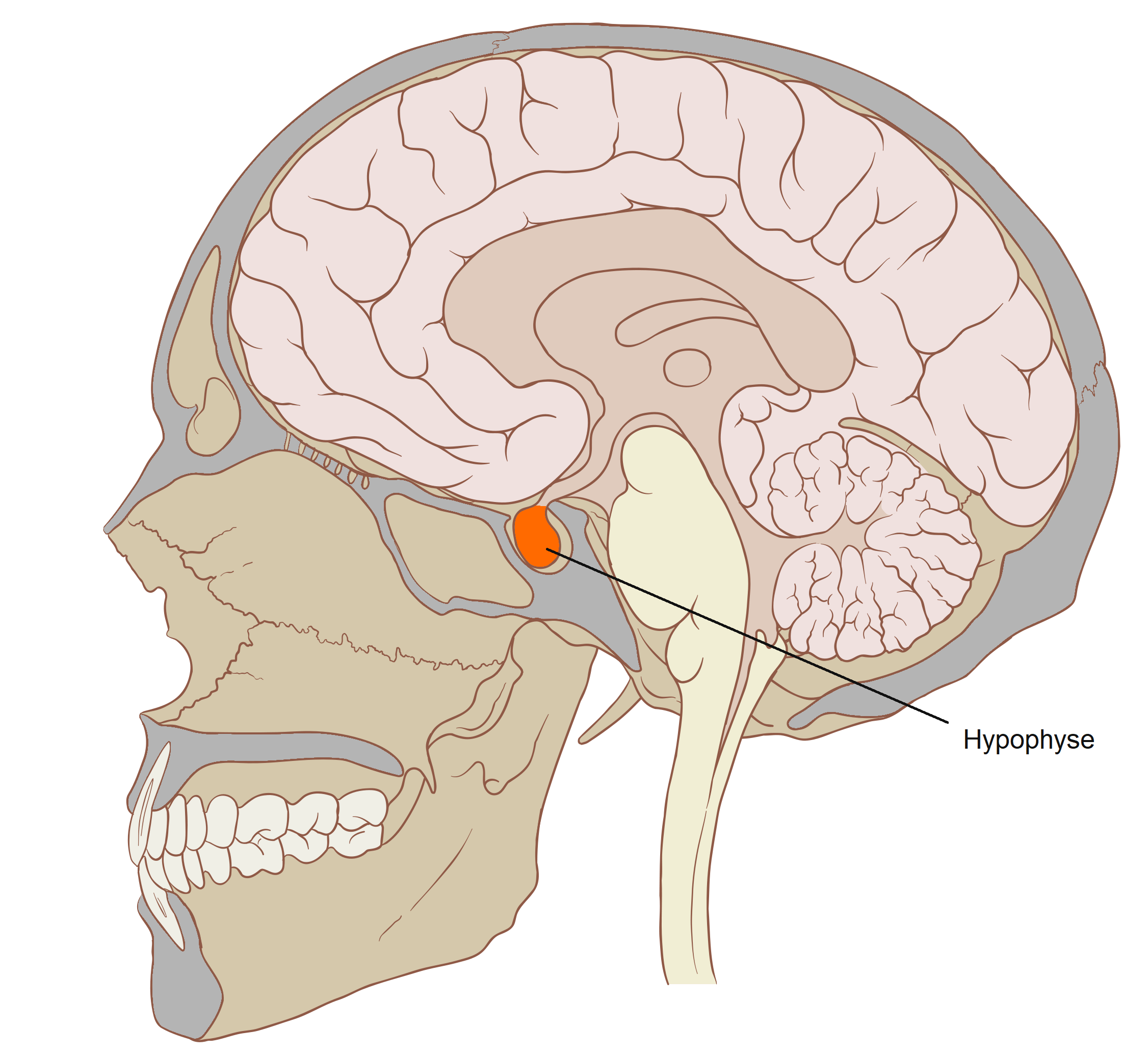
Umístění hypofýzy v lebce

Hypofýza (podvěsek mozkový, glandula pituitaria) je centrální endokrinní žláza, do velké míry nadřazená všem ostatním žlázám s vnitřní sekrecí v těle.

## Evoluce
Evolučním předkem hypofýzy je zřejmě tzv. neurální žláza, která se vyskytuje již u primitivních strunatců (pláštěnců). U kruhoústých je již vyvinuta jednoduchá hypofýza tvořená neurohypofýzou a adenohypofýzou, přičemž neurohypofýza je obalena mozkovými plenami a cévní pletení. U evolučně starších čelistnatců ze zmíněné cévní pleteně vzniká saccus vasculosus; ten však je již např. u savců redukován.

## Stavba
Hypofýza je uložena na bázi lebky v podvěskové jámě klínové kosti, která se pro svůj tvar nazývá také turecké sedlo. Je spojena nálevkou s hypothalamem, který ovládá její činnost. Skládá se z dvou fundamentálních částí. Přední část, embryologicky vzniklá z ústní části hltanu, se nazývá adenohypofýza (přední lalok hypofýzy). Zadní část vzniká jako vychlípenina spodiny třetí mozkové komory a nazývá se neurohypofýza (zadní lalok hypofýzy).
Hypofýza člověka měří cca 10 × 13 × 6 mm a váží asi 0,5 g.[zdroj?]

## Adenohypofýza
Přední lalok hypofýzy je tvořen trámci buněk, obklopených bohatou sítí krevních kapilár. U přežvýkavců, šelem a prasete je rozdělen příčně probíhající štěrbinou, ta u člověka a koně chybí.
Uvnitř cytoplasmy většiny buněk adenohypofýzy se nacházejí sekreční granula obsahující produkované hormony. Každý hormon je produkován jiným typem buněk. Buňky se dělí podle afinity k běžným histologickým barvivům na chromofilní a chromofobní. Chromofilní buňky jsou barvitelné a dále se dělí na acidofilní (= barvící se kyselými barvivy) a bazofilní (= barvící se zásaditými barvivy) buňky. V cytoplasmě mají vždy granula a produkují hormony. Chromofobní buňky se barví velmi špatně nebo vůbec. V jejich cytoplasmě nejsou granula, pravděpodobně jde o vyčerpané chromofilní buňky.

### Hormony adenohypofýzy
- růstový hormon (somatotropní hormon, STH)
- luteotropní hormon (prolaktin, LTH)
- thyreotropní hormon (TSH)
- folikuly stimulující hormon (FSH)
- luteinizační hormon (LH)
- adrenokortikotropní hormon (ACTH)
- endorfiny

Produkce hormonů v adenohypofýze je regulována hypofýzotropními hormony produkovanými neurosekrečními neurony v hypothalamu. Každému hormonu adenohypofýzy náleží dva hypofýzotropní hormony, jeden stimulující a druhý inhibující produkci příslušného hormonu. Tvorba hypofýzotropních hormonů je zpětně regulována hladinou hormonu, který produkuje cílový orgán.

## Neurohypofýza
Zadní lalok hypofýzy je tvořen převážně nemyelizovanými axony neurosekrečních neuronů, gliovými buňkami (pituicyty) a krevními kapilárami. V neurohypofýze nedochází k syntéze hormonů. Hormony jsou produkovány neurony v jádrech hypothalamu (v nucleus supraopticus a nucleus paraventricularis) ve formě prekursorů a pak jsou axonálním transportem přemístěny do neurohypofýzy, kde jsou skladovány ve formě Herringových tělísek a z atypických synapsí axonů jsou předány do fenestrovaných krevních kapilár.

### Hormony neurohypofýzy
- antidiuretický hormon (vasopresin, ADH)
- oxytocin